# Mirna Jukić
Mirna Jukić (n. 9 aprilie 1986, Novi Sad, RS Serbia, RSF Iugoslavia) este o înotătoare austriacă, medaliată olimpică. A participat la 2 ediții ale Jocurilor Olimpice (2004, 2008) în care a câștigat o medalie de bronz.